# La mala semilla (película de 1956)
La mala semilla es una película estadounidense de terror y suspenso de 1956 con elementos de cine negro dirigida por Mervyn LeRoy y protagonizada por Nancy Kelly, Patty McCormack, Henry Jones y Eileen Heckart. La película está basada en una novela del mismo nombre.

## Sinopsis
Rhoda Penmark es una niña de ocho años, bien educada y muy aficionada a los vestidos y los zapatos de charol con suela de acero. Kenneth, su padre y oficial del ejército, debe ir a Washington y se despide de su hija tocando el piano. Esa misma mañana, la vecina Monica Breedlove, quien es alquiladora y amiga de la familia, hace una visita a los Penmark. Le regala a Rhoda un precioso medallón antiguo con cadena. Además admira los zapatos rojos de charol de Rhoda, que tienen suelas de acero. La niña le da las gracias por el regalo. Tras la salida del padre de Rhoda, Christine Penmark y su hija acaban por hablar sobre una reciente competición que hubo en la escuela. Contra lo que era de esperar, Rhoda no había tenido éxito. La niña se enfada mucho porque su compañero de clase, Claude Daigle, ha ganado ese premio tan codiciado. Un poco después, Christine y su vecina Monica acompañan a Rhoda por el autobús que la llevará a un pícnic escolar cerca de un lago. Mientras eso, encuentran al conserje Leroy Jessup, quien da a entender que detesta a Rhoda y al regar los arriates la moja con la manguera.
Al mediodía, cuando Christine y Monica están sentadas con su hermano y otro conocido hablando de asesinatos, la radio emite historia de un horrible accidente con un trágico desenlace que ha tenido lugar durante el pícnic. Mientras Christine está temiendo por su hija, le dicen que se trate de Claude Daigle. Pues, Rhoda vuelve en autobús. Todavía preocupándose porque el accidente trágico desborde a Rhoda, la niña poco emocionada le pide unos bocadillos a su madre, porque no ha podido comer nada debido a la muerte del compañero. Al salir a la calle para patinar, Rhoda vuelve a encontrarse al conserje. Tocando el accidente a la chiquilla, ella le muestra frialdad aterradora. A lo cual, Leroy se decide por dar miedo a Rhoda.
Unos días después, la profesora de clase de Rhoda visita a Christine Penmark, cuando Rhoda está leyendo un libro en el jardín. A la madre le cuenta de varios misterios en el pícnic y menciona que Rhoda haya sido la última persona quien ha visto a Claude vivo. Según la profesora, Rhoda se hallaba cerca del embarcadero poco antes de muerte de Claude y después el bañero ha tenido que recogerla. También menciona de una disputa entre los dos niños que ha sucedido poco antes del accidente y que se habría tratado del premio ganado. Por sorpresa, los padres de Claude se unen a ellas. La madre de Claude, Hortense Daigle, está muy borracha y acusa de Rhoda de saber mucho más del accidente de lo que admite. Además, el premio ganado por Claude ha desaparecido. El padre de Claude está avergonzado por el comportamiento de su mujer y quiere despedirse. Christine Penmark le promete a la profesora que le pedirá claras cuentas a su hija.
Tras la salida de la profesora, Christine llama a su hija para venir a casa. Rhoda le pide que le deje terminar la página. Mientras tanto, aparece Monica Breedlove y les pregunta por la cadena con el medallón para llevarlo a la joyería. Ya que Christine sabe dónde Rhoda lo guarda, va al cuarto de su hija. Por casualidad encuentra el premio desaparecido de Claude en la misma arqueta. Luego que Monica ha salido, Rhoda aparece en el salón. Minimizando toda la historia, asevera que la disputa contada ha sido un juego. Pero Christine empieza a sospechar que su hija oculta algún a ella.
En una visita de su padre, Rhoda recibe un juego de tazas de té con muñecas que se apresura a probar en el jardín. El conserje se acerca y le afirma que Rhoda ha matado a su compañero a golpes con un bastón. Pero la chiquilla niega que tenga algo que ver con la muerte de Claude. Pues el conserje le da miedo decir que le sangre no puede lavarse nunca enteramente y por eso la policía va a encontrar las pistas. Por la noche, Christine sorprende a su hija yendo al incinerador doméstico con un paquetito. Cuando se niega a mostrar lo que está escondiendo, Christine enfurecida le arranca el paquetito de sus manos. Son los zapatos rojos de charol con suelas de hierro. De golpe Christine comprende lo que ha sucedido y puede explicar las extrañas heridas del chiquillo muerto. Acusando ferozmente a Rhoda, Christine la lleva a admitir que de hecho había golpeado a Claude con sus zapatos y después le había ahogado. Por autocompasión, Rhoda dice que Claude era tan culpable como ella: de haberle dado el premio todavía viviría.
Por esa conversación obsesionante Rhoda se hace una vez más tétrica para Christine. Justamente por amor a su hija, la situación está insoportable. Le lleva de cabeza que Rhoda no se arrepiente de nada. Lo único que le importaba a la chiquilla era que Claude Daigle había sido un estorbo a la hora de hacerse con el premio: esa era la razón de su ira y de lo que sucedió después. Christine ordena a su hija que queme los zapatos traicioneros. Como consecuencia, otra muerte del pasado se pone sobre la mesa. Entonces, los Penmark habían vivido en otra ciudad y una convecina mayor había intimado con Rhoda. Aquella señora mayor a Rhoda le había prometido que le legase una bola de cristal con nieve artificial y unas figuras. Unos días después, la vieja se precipitó a su muerte. Rhoda a su madre le admite que se le había empujado de la escalera.
Un rato después, el escritor Richard Bravo, padre de Christine, aparece por sorpresa. Hablan de que la criminalidad se puede transmitir, lo que Bravo niega. Christine se acuerda de ciertas pesadillas de su infancia, le dice que le había adoptado a edad de dos años. Christine consternada tiene que tomar nota de que realmente es la hija de una asesina múltiple que en aquella época fue buscada por todo el país.
Al día siguiente, Rhoda está haciendo de bricolaje en jardín cuando aparece Leroy y repite sus acusaciones de que ha matado a Claude. Dice que ha recuperado los zapatos traidores del incinerador para enviárselos a la policía. Por eso, Rhoda decide quitar de en medio al conserje. Coge cerillas e incendia el catre de paja donde dormía este. Detrás de la puerta cerrada el hombre se quema en torturas, mientras Rhoda sale tranquilamente de su cuarto. Su tocar el piano se mezcla con gritos de agonía. Por esa barbaridad, Christine decide suicidarse junto con su hija. Le da una dosis letal de somníferos que hace pasar por píldoras de vitamina. Conmocionada por lo que ha hecho, dispara a su propia cabeza.
Los vecinos han oído el disparo y encuentran a Rhoda, que casi no está viva. Llevada al hospital, la salvan. El padre, muy afectado, vuelve de su viaje de negocios creyendo que Christine ha sufrido un colapso nervioso. Así, como nadie es consciente de los actos de Rhoda, está libre para volver a matar. 
Mientras Christine se está recuperando en el hospital, Rhoda se escabulle por la noche de su casa, en medio de una tormenta. Todo hace suponer que va por la madre, pero se dirige al muelle a intentar recuperar la medalla que Christine arrojó al lago para ocultar la evidencia de la muerte de Claude. Un rayo alcanza el muelle y Rhoda muere.

## Reparto
- Patty McCormack como Rhoda Penmark.
- Nancy Kelly como Christine Penmark.
- Henry Jones como Leroy Jessup.
- Eileen Heckart como Hortense Daigle.
- Evelyn Varden como Monica Breedlove.
- William Hopper como Kenneth Penmark.
- Paul Fix como Richard Bravo.
- Jesse White como Emory Wages.
- Gage Clarke como Reginald "Reggie" Tasker.
- Joan Croydon como Claudia Fern.
- Frank Cady como Henry Daigle.

- Datos: Q164008